# Christian August von Sachsen-Zeitz
Christian August von Sachsen-Zeitz (Dresden, 9 de outubro de 1666 - Regensburg, 23 de agosto de 1725) foi um cardeal do século XVIII

## Biografia
Nasceu em Dresden em 9 de outubro de 1666, Castelo de Moritzburg, Dresden, Saxônia. Dos príncipes da Saxônia. Oitavo dos doze filhos do Duque Moritz de Saxe-Zeitz e sua segunda esposa Dorothea Marie de Saxe-Weimar. As outras crianças eram Johann Philipp, Mortiz, Eleonore Magdalene, Wilhelmine Eleonore, Erdmuthe Dorothea, Moritz Wilhelm, Friedrich Heinrich, Marie Sofie, Magdalene Sibylle e Wilhelmine Sofie. Ele foi destinado aos militares por sua família. Ele era duque da Saxônia. Ele também está listado como Cristiano Augusto di Sassonia; como Christianus Augustus de Saxonia, e como Ágost Keresztély (somente Christian August), por fontes húngaras.
Com a morte de seu pai em 1681, ele o sucedeu como oficial de justiça de Thüringen. Comandou um regimento no cerco de Mainz. Ele foi para a Hungria e se juntou ao exército imperial; sua ação foi decisiva na tomada do Castelo de Buda. Entrou na Ordem Teutônica enquanto ainda era luterano. Convertido do luteranismo em 1693.
Ordenado na Letônia (sem mais informações encontradas). Cônego, reitor, tesoureiro e decano do capítulo da catedral de Colônia. Reitor de Sankt Gerson, Colônia. Canon dos capítulos catedrais de Liège, Münster e Breslau.
Eleito bispo de Györ, com dispensa de idade e graus, em 18 de junho de 1696. Consagrado em 1696, Viena, pelo cardeal Leopold von Kollonitz, arcebispo de Esztergom. Concedeu dispensa para ser eleito para qualquer outra diocese alemã, em 22 de setembro de 1696. Arcebispo coadjutor de Esztergom, com direito de sucessão, e retendo a diocese de Györ durante sua coadjutora, em 24 de janeiro de 1701. Administrador, sede vacante, da arquidiocese de Colônia, 1703.
Criado cardeal sacerdote no consistório de 17 de maio de 1706; com o breve apostólico de 22 de maio de 1706, o papa lhe enviou o barrete vermelho; nunca foi a Roma para receber o chapéu vermelho e o título. Promovido à sede metropolitana e primacial de Esztergom, em 20 de janeiro de 1707. Chanceler supremo do reino húngaro. conselheiro imperial. Abençoou o casamento do imperador Carlos VI com a princesa Isabel Cristina e coroou-os como monarcas da Hungria em Pressburg (ou Pozsony, ou Possonia, hoje Bratislava, Eslováquia). Retenção concedida da administração de Györ por uma década, 15 de janeiro de 1711; prorrogado por um triênio, 30 de setembro de 1721. Nomeado protetor da Ordem de Szent Paul na Hungria, 1º de outubro de 1712. Concedeu novamente dispensa para ser eleito para qualquer outra diocese alemã, 23 de maio de 1716. Primeiro comissário imperial na Dieta de Regensburg de 1716 até sua morte, embora tenha tentado renunciar. Não participou do conclave de 1721, que elegeu o Papa Inocêncio XIII. Não participou do conclave de 1724, que elegeu o Papa Bento XIII.
Morreu em Regensburg em 23 de agosto de 1725, enquanto em uma legação imperial plenipotenciária à Dieta. Exposto na catedral de Regensburg, onde foi erguido um suntuoso monumento em sua memória. Mais tarde, o corpo foi transferido para Ujfalu, Hungria; e depois transferido para Pressburg (Bratislava), onde foi enterrado na abóbada da igreja de Saint Martin, em 16 de novembro de 1725.